# Дискография на Гергана
Дискографията на българската певица Гергана се състои от 4 студийни албума, 1 компилация, 1 видео албум и 36 видеоклипа. Певицата има договор с музикална компания „Пайнер“ от 2003 до 2021 г.

## Албуми

### Студийни албуми
Списък със студийни албуми 
| Заглавие                  | Детайли за албума                                                                              | Траклист |
| ------------------------- | ---------------------------------------------------------------------------------------------- | --- |
| Губя те бавно             | - Издаден: 2003 - Издател: Пайнер - Формат: MC, CD - Тираж: 70 000 продадени копия             | - Както преди - Губя те бавно (ремикс) - Няма да моля - Повярвай ми - Изгубен свят - Гасна по теб - Обичам живота - За теб живея - Ела с мен - Губя те бавно                  |
| Както никой друг          | - Издаден: 2004 - Издател: Пайнер - Формат: MC, CD - Тираж: 40 000 продадени копия             | - Боли - Последна вечер - Не те обичам вече - Измама - Без теб не мога - Както никой друг - Дори да знам - Не вярвам - Не мога сама - Боли (акустична версия)                 |
| Сини очи                  | - Издаден: 16 декември 2005 - Издател: Пайнер - Формат: MC, CD - Тираж: 20 000 продадени копия | - Сини очи - Без правила - Сладките неща - До утре - Танцувай с мен - Искам само любовта ти - Обичам да те усещам - Жадно ме изпивай - Някой ден, може би - Сини очи (ремикс) |
| Сладката страна на нещата | - Издаден: 14 февруари 2007 - Издател: Пайнер - Формат: MC, CD - Тираж: 10 000 продадени копия | - Una Pasión - Лятна нощ - Карма - Студ и тишина - Любов и сълзи - Сладката страна на нещата - Нея вместо мен - Следвай ме - Мразя те, защото те обичам - В този град         |

### Компилации
Списък с компилации 
| Заглавие                              | Детайли за албума                                          | Траклист |
| ------------------------------------- | ---------------------------------------------------------- | --- |
| Златните хитове на Пайнер 4 – Гергана | - Издаден: 14 декември 2012 - Издател: Пайнер - Формат: CD | - Губя те бавно - Първичен инстинкт (дует с Галин) - Гасна по теб - Както преди - Някой ден, може би - Последна вечер - Боли - Сини очи - Сладката страна на нещата - Твоя бях |

### Видео албуми
Списък с видео албуми 
| Заглавие                     | Детайли за албума                                    | Траклист |
| ---------------------------- | ---------------------------------------------------- | --- |
| Gergana Best Video Selection | - Издаден: 2005 - Издател: Пайнер - Формат: DVD, VHS | - Твоя бях - Боли - Както преди - Гасна по теб - Измама - Последна вечер - Боли (акустична версия) - Губя те бавно - За теб, любов (дует с Анелия) - Няма да моля - Повярвай ми - Обичам живота - За теб живея - Ела с мен - Микс турне 2004 - Губя те бавно (ремикс) - Както преди - Твоя бях - Няма да моля - Гасна по теб |

### Микс албуми
Списък с микс албуми 
| Заглавие         | Детайли за албума                                       | Траклист |
| ---------------- | ------------------------------------------------------- | --- |
| Gergana Mega Mix | - Издаден: 2 април 2007 - Издател: Пайнер - Формати: CD | - Измама - Някой ден, може би - Както преди - Без правила - Сладките неща - Последна вечер - Сини очи - Боли - Губя те бавно |

## Песни извън албум
- За теб, любов (дует с Анелия) (2004)
- Твоя бях (2004)
- Може би точно ти (дует с Жоро Рапа) (2007)
- Спри болката в мен (2007)
- Забрави (дует с Жоро Рапа) (2008)
- Върви си (2008)
- Раздялата не боли (2008)
- Без теб (2008)
- Усещаш ли (2008)
- Защото те обичам (2009)
- Благодаря ти (2009)
- Имам нужда (2009)
- До кога (2009)
- Нова любов (2010)
- Да започнем от средата (2010)
- Facebook (2010)
- Който иска да вярва (2010)
- Първичен инстинкт (дует с Галин) (2011)
- Ще издържиш ли (2011)
- Мирис на любов (2012)
- Вкусът остава (дует с Галин) (2012)
- От този момент (2013)
- Твоите думи (ft. Галин) (2015)
- Огън в дъжда (2015)
- Ако нямам теб (дует с Лазар Кисьов) (2018)
- Само за теб (2018)
- Твоя (2018)

## Видеоклипове
| Видеоклип                 | Премиера   | Албум                     | Режисьор                |
| ------------------------- | ---------- | ------------------------- | ----------------------- |
| Губя те бавно             | 2003       | Губя те бавно             | Николай Скерлев         |
| Както преди               | 2003       | Губя те бавно             | Николай Скерлев         |
| Гасна по теб              | 2004       | Губя те бавно             | Николай Скерлев         |
| За теб, любов             | 2004       | –                         | Николай Скерлев         |
| Твоя бях                  | 2004       | –                         | Николай Скерлев         |
| Боли                      | 2004       | Както никой друг          | Николай Скерлев         |
| Боли (акустична версия)   | 2005       | Както никой друг          | Николай Скерлев         |
| Някой ден, може би        | 2005       | Сини очи                  | Николай Скерлев         |
| Последна вечер            | 2005       | Както никой друг          | Николай Скерлев         |
| Сини очи                  | 2006       | Сини очи                  | Николай Скерлев         |
| Сини очи (ремикс)         | 2006       | Сини очи                  | Георги Колев            |
| Искам само любовта ти     | 21.07.2006 | Сини очи                  | Николай Скерлев         |
| До утре                   | 2006       | Сини очи                  | Николай Скерлев         |
| Сладката страна на нещата | 2006       | Сладката страна на нещата | Николай Скерлев         |
| Карма                     | 13.02.2007 | Сладката страна на нещата | Николай Скерлев         |
| Una Pasión                | 20.04.2007 | Сладката страна на нещата | Николай Скерлев         |
| Може би точно ти          | 25.05.2007 | –                         | Николай Скерлев         |
| Забрави                   | 12.02.2008 | –                         | Николай Скерлев         |
| Върви си                  | 08.07.2008 | –                         | Михаил Попов            |
| Раздялата не боли         | 12.10.2008 | –                         | Николай Скерлев         |
| Защото те обичам          | 05.01.2009 | –                         | Николай Скерлев         |
| Благодаря ти              | 15.04.2009 | –                         | Николай Скерлев         |
| Имам нужда                | 21.09.2009 | –                         | Николай Скерлев         |
| До кога                   | 24.12.2009 | –                         | Йордан Петков           |
| Да започнем от средата    | 31.05.2010 | –                         | Николай Скерлев         |
| Facebook                  | 29.10.2010 | –                         | Людмил Иларионов – Люси |
| Който иска да вярва       | 30.12.2010 | –                         | Николай Скерлев         |
| Първичен инстинкт         | 03.06.2011 | –                         | Николай Скерлев         |
| Мирис на любов            | 21.06.2012 | –                         | Николай Скерлев         |
| Вкусът остава             | 26.11.2012 | –                         | Николай Скерлев         |
| От този момент            | 28.10.2013 | –                         | Людмил Иларионов – Люси |
| Твоите думи               | 05.01.2015 | –                         | Людмил Иларионов – Люси |
| Огън в дъжда              | 08.01.2016 | –                         | Георги Марков           |
| Ако нямам теб             | 23.05.2018 | –                         | Радослав Георгиев       |
| Само за теб               | 12.09.2018 | –                         | Йордан Петков           |
| Твоя                      | 21.12.2018 | –                         | Йордан Петков           |